# Nome de Sá-Ré

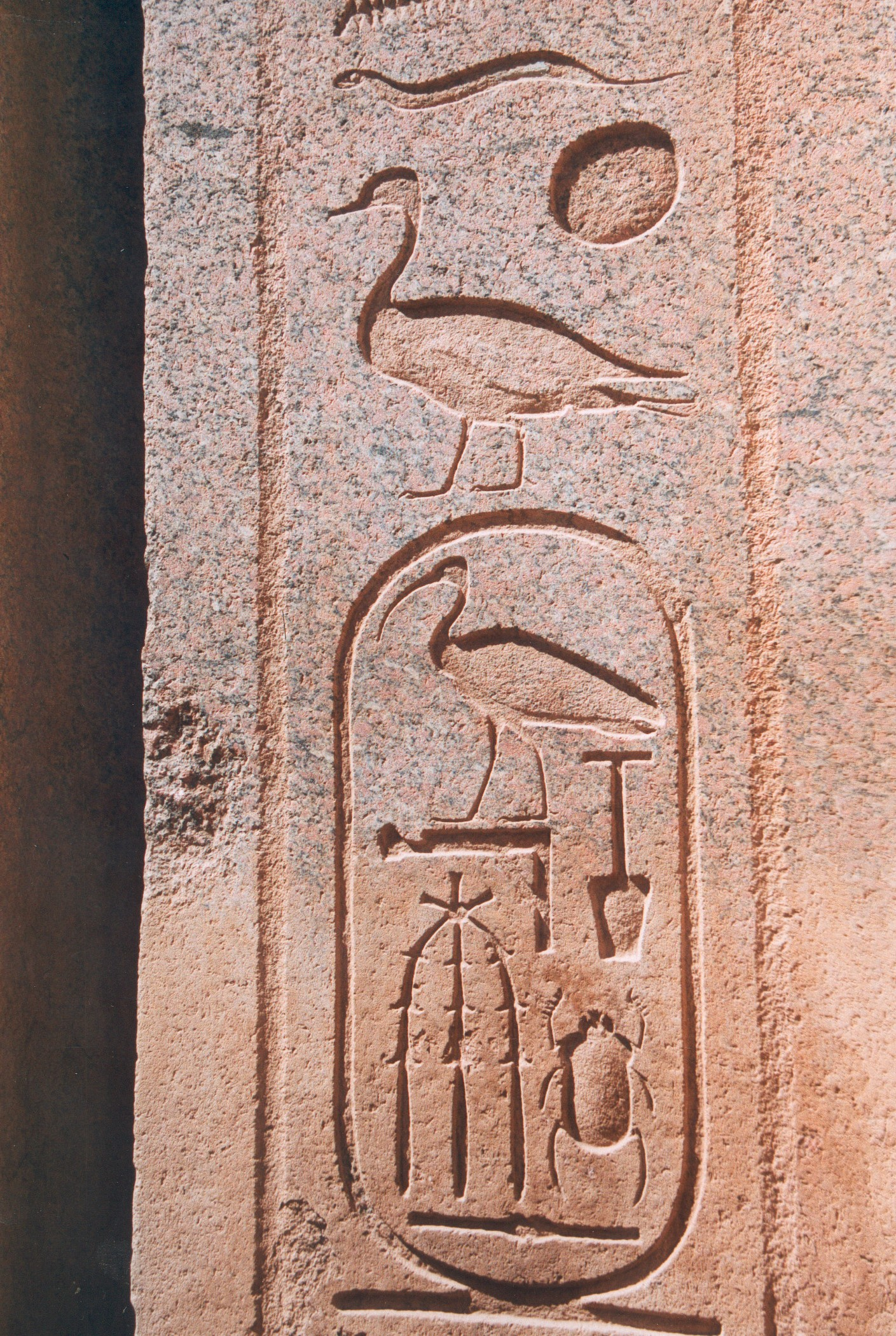
Nome de Sá-Ré de Tutemés III, em Carnaque

O Nome de Sá-Ré (também Nome de Nascimento ou Nome do Filho de Ré) era um dos nomes, ou títulos, que o faraó possuía. A palavra Sá-Ré, representada pelo pato e pelo Sol, conforme imagem ao lado, significa O Filho de Ré e representava que o detentor desse título, o faraó, era descendente do deus.
Este nome, ou título do faraó ficou conhecido assim por sempre vir, dentro do cartucho, depois da palavra Sá-Ré, ou seja, sempre fazendo a frase "...o Filho de Ré, faraó-tal".

## História
Neferirkara-Kakai, faraó da V dinastia, adicionou essa nova titulatura escrevendo dentro de um cartucho seu nome de nascimento precedido pelos hieróglifos de Sá-Ré, o filho de Ré.
O príncipe, antes da anscensão ao trono somente possuía seu nome de nascimento. Porém, no momento de sua coroação este mesmo nome se transformava em um novo título, o nome de Sá-Ré, escrevendo-o dentro de um cartucho e adicionando o Sá-Ré, legitimando assim a sua procedência divina pela qual o faraó governa o Egito como um herdeiro legítimo dos deuses sobre a Terra.
Desde a V dinastia o nome de Sá-Ré foi um dos títulos mais utilizados nas inscrições junto com o Nome de Nesut-Bity e o Nome de Hórus.
Desde o Império Médio as dinastias XI VXII os faraós recebiam 5 títulos. Eram os seguintes: Nome de Hórus, Nome de Hórus de Ouro, Nome de Nebti, Nome de Nesut-biti e Nome de Sá-Ré.

## Exemplos
| G39 | N5 | \| \| |
|     |    |       |

|  |

| G39 | N5 | \| \| |
|     |    |       |

|  |

|                      |                |         |     |     |     |
| \| \| \| \| \| \| \| |                |         |     |     |     |
|                      |                |         |     |     |     |
| M17                  | Y5 · N35 · N36 | N5 · Z1 | F31 | S29 | M23 |

| M17 | Y5 · N35 · N36 | N5 · Z1 | F31 | S29 | M23 |

|                      |                |         |     |     |     |
| \| \| \| \| \| \| \| |                |         |     |     |     |
|                      |                |         |     |     |     |
| M17                  | Y5 · N35 · N36 | N5 · Z1 | F31 | S29 | M23 |

| M17 | Y5 · N35 · N36 | N5 · Z1 | F31 | S29 | M23 |

|                      |                |         |     |     |     |
| \| \| \| \| \| \| \| |                |         |     |     |     |
|                      |                |         |     |     |     |
| M17                  | Y5 · N35 · N36 | N5 · Z1 | F31 | S29 | M23 |

| M17 | Y5 · N35 · N36 | N5 · Z1 | F31 | S29 | M23 |

|                      |                |         |     |     |     |
| \| \| \| \| \| \| \| |                |         |     |     |     |
|                      |                |         |     |     |     |
| M17                  | Y5 · N35 · N36 | N5 · Z1 | F31 | S29 | M23 |

| M17 | Y5 · N35 · N36 | N5 · Z1 | F31 | S29 | M23 |

| G39 | N5 | \| \| |
|     |    |       |

|  |

| G39 | N5 | \| \| |
|     |    |       |

|  |

|                      |          |              |    |     |     |
| \| \| \| \| \| \| \| |          |              |    |     |     |
|                      |          |              |    |     |     |
| M17                  | Y5 · N35 | R4 · X1 · Q3 | R8 | S38 | O28 |

| M17 | Y5 · N35 | R4 · X1 · Q3 | R8 | S38 | O28 |

|                      |          |              |    |     |     |
| \| \| \| \| \| \| \| |          |              |    |     |     |
|                      |          |              |    |     |     |
| M17                  | Y5 · N35 | R4 · X1 · Q3 | R8 | S38 | O28 |

| M17 | Y5 · N35 | R4 · X1 · Q3 | R8 | S38 | O28 |

|                      |          |              |    |     |     |
| \| \| \| \| \| \| \| |          |              |    |     |     |
|                      |          |              |    |     |     |
| M17                  | Y5 · N35 | R4 · X1 · Q3 | R8 | S38 | O28 |

| M17 | Y5 · N35 | R4 · X1 · Q3 | R8 | S38 | O28 |

|                      |          |              |    |     |     |
| \| \| \| \| \| \| \| |          |              |    |     |     |
|                      |          |              |    |     |     |
| M17                  | Y5 · N35 | R4 · X1 · Q3 | R8 | S38 | O28 |

| M17 | Y5 · N35 | R4 · X1 · Q3 | R8 | S38 | O28 |